# Ddu-Du Ddu-Du
«Ddu-Du Ddu-Du» (кор. 뚜두뚜두) — пісня південнокорейського жіночого гурту Blackpink з їхнього першого корейського мініальбому Square Up (2018), випущена лейблом YG Entertainment. Пісню написав співавтор YG Тедді Пак, продюсуванням і композицією займалися Тедді, 24, Bekuh Boom і R. Tee. 15 червня 2018 року пісня вийшла в цифровому форматі як головний сингл мініальбому. Японська версія була випущена лейблом YGEX 22 серпня 2018 року та розповсюджувалась у трьох фізичних форматах. Пісня виконана в стилі треп і поп-реп, з додаванням елементів баблгам-попу та EDM, в ній використовуються східні перкусійні ритми та свист, а назва імітує звук пострілу. Текст містить посилання сили та впевненості в собі.
«Ddu-Du Ddu-Du» отримала схвальні відгуки музичних критиків. За результатами громадського опитування, проведеного Gallup Korea у 2018 році, вона отримала звання «Пісня року», а також увійшла у списки найкращих корейських поп-пісень усіх часів за версією Melon та Rolling Stone. Пісня протягом трьох тижнів очолювала південнокорейський хіт-парад Gaon Digital Chart, посіла перші місця в чартах Сінгапуру та Малайзії, а також у K-pop Hot 100 і World Digital Song Sales. Сингл досяг 55 місця в американському Billboard Hot 100 і став першою піснею дівочого K-pop-гурту, яка увійшла до британського UK Singles Chart. «Ddu-Du Ddu-Du» отримала подвійний платиновий сертифікат за прослуховування та платиновий за цифрові продажі в Південній Кореї, платиновий сертифікат у Японії, золотий сертифікат у Сполучених Штатах Америки та срібний у Сполученому Королівстві.
У супровідному музичному відео учасниці представлені в елітних образах на фоні декорацій у чорних та рожевих тонах. Невдовзі воно стало на деякий час найбільш переглянутим онлайн-відео корейського гурту за перші 24 години. Відтоді воно стало першим музичним відео K-pop-гурту, яке набрало мільярд і два мільярди переглядів, і найбільш переглянутим музичним кліпом K-pop-гурту на YouTube. Blackpink просували «Ddu-Du Ddu-Du», виступаючи на південнокорейських музичних програмах Show! Music Core та Inkigayo, де хореографія пісні «пальцевий пістолет» під час приспіву стала характерним танцювальним рухом. Окрім того, гурт виконував пісню на трьох концертних турах, а також на музичному фестивалі Коачелла в Каліфорнії та в лондонському Гайд-парку.

## Передісторія та випуск

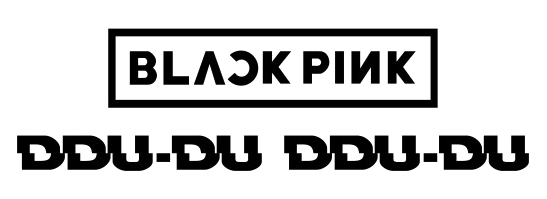
Логотип пісні

4 червня 2018 року лейбл YG Entertainment підтвердив, що 15 червня Blackpink випустять дебютний корейськомовний мініальбом Square Up, головним синглом якого стане пісня «Ddu-Du Ddu-Du». Це був перший оригінальний реліз гурту за рік після синглу «As If It's Your Last» у червні 2017 року. Назва пісні привернула увагу через те, що вона нагадувала ономатопею, а також викликала цікавість щодо того, якими будуть майбутні жанр та концепція. Після серії концептуальних фотографій та тизерів Blackpink повідомили: «Оскільки це наш дебютний мініальбом і [перше] повернення за рік, ми готували кожну пісню з великою щирістю та любов'ю». Крім того, одна з учасниць, Дженні, прокоментувала: «Я впевнена в собі та з нетерпінням чекаю нашого повернення. Я щаслива, що можу виразити музичність Blackpink різними способами».
15 червня 2018 року одночасно з випуском Square Up «Ddu-Du Ddu-Du» став доступним для цифрового завантаження та потокового мультимедіа. Текст пісні написав Тедді Пак, який разом із Bekuh Boom, 24 та R. Tee також постав у ролі її продюсера. 17 серпня YGEX оголосили, що японська версія пісні, яка буде випущена 22 серпня 2018 року, стане дебютним японським синглом гурту. Цей реліз містив додатковий текст від Sunny Boy. Згодом японська версія була розповсюджена у трьох фізичних форматах: звичайне видання лише на компакт-дисках (CD), обмежене видання на CD + DVD та видання учасниць на компакт-дисках. У звичайне та обмежене видання ввійшли всі треки зі Square Up, окрім японської версії синглу. Обмежене видання DVD містило закулісні кадри зі зйомок музичного кліпу, а також відео з танцювальною практикою. Видання учасниць випущено як CD-сингл із чотирма версіями — по одній на кожну учасницю, та містило лише оригінальну версію треку. 5 квітня 2019 року ремікс «Ddu-Du Ddu-Du» увійшов до другого корейського мініальбому Blackpink Kill This Love.

## Музика та текст
Музичні журналісти охарактеризували «Ddu-Du Ddu-Du» як «жорстокий» поп-реп-трек, що «має помітний треп-ритм» і наповнений баблгам-поп-звуками. Він поєднує східні перкусійні ударні ритми зі свистом та трепом. Пак Борам з інформаційного агентства «Йонхап» описав композицію синглу як переважно хіп-хоп, приправлений «агресивним трепом». У випуску Seoul Magazine за липень 2018 року Крістіна Маненте висловила вдячність за поєднання в пісні традиційних корейських інструментів із ритмом і басами хіп-хопу, описавши його як «слухове задоволення», а Ім Инбьоль із The Korea Herald зазначив, що назва пісні нагадує звук пострілу, але також порівняв її із «заклинанням». Дженні так прокоментувала реакцію гурту на демоверсію пісні: «Коли ми вперше послухали головний трек „Ddu-du Ddu-du“, ми всі подумали: „Ось воно“».
У першому куплеті «Ddu-Du Ddu-Du» декілька разів повторюються треп-синтезатори. Музичний продюсер Azodi відзначив, що «найбільший риф чути вже на початку, але в куплетах та приспіві залишається багато місця для сильної головної вокальної лінії». Для створення пісні використовувалися синтезатори, «що просочуються», а в приспіві дівчата вимовляють фразу: «hit you with that „ddu-du ddu-du“». Azodi зауважив, що «поки час дійде до приспіву, ви почуєте гук приблизно чотири-вісім разів, отже, він уже пасивно просвердлений у вашому черепі, а ви цього не усвідомлюєте».  Щодо тексту, у таких рядках, як «In my hands is a fat check / If you're curious, do a fact check» (укр. В руках тримаю солідний чек / Сумніваєшся? Перевір сам), відзначається успіх учасниць. У японській версії нові англійські реп-куплети Ліси містять посилання на персонажа Патріка Зірку з мультсеріалу «Губка Боб Квадратні Штани» («Bitch, I’m a star, but no Patrick» (укр. Сучко, я — зірка, але не Патрік)) та репера Ice-T («Like Ice-T, I'm OG» (укр. Як Ice-T, я OG)), а в репі Дженні згадується обкладинка журналу GQ Japan: Blackpink стали першим жіночим гуртом, що знявся для обкладинки видання («All my GQ's spread like hummus» (укр. Усі мої GQ розходяться, як хумус)).

## Критика
«Ddu-Du Ddu-Du» отримала загалом схвальні відгуки музичних критиків. Оглядач із південнокорейського вебжурналу IZM Хван Соноп поставив пісні три з половиною зірки з п'яти; він відзначив несподіване поєднання «звичайного треп-біту» із синтезатором, що, на його думку, створює «видатну» кульмінацію. Чейз Мак-Маллен в онлайн-журналі The 405 охарактеризував пісню як «бурхливу» і «прекрасно безглузду», а приспів назвав «по суті нісенітницею». Він підкреслив, що «те, що вони говорять, менш важливо, ніж те, як вони це говорять», і похвалив композицію за «непереборний ритм» та плавний потік куплетів. Джефф Бенджамін із Paper високо оцінив музичне аранжування пісні та поставив її на 13 місце в списку 20 найкращих K-pop-пісень 2018 року, зазначивши, що вона ідеально поєднує в собі «жорсткий хіп-хоп, солодкі гармонії та трохи туманний EDM».
У травні 2019 року Ріан Дейлі у статті для NME назвала «Ddu-Du Ddu-Du» найкращою піснею в дискографії гурту: «Це безперечний, потужний гімн, сповнений вищої впевненості в собі та пихатості». Вона поставила її на 26 місце у списку найкращих K-pop-пісень усіх часів, опублікованому виданням The Forty-Five у травні 2023 року. Оглядачка зауважила, що вступ у K-pop рідко буває таким же впізнаваним, як у «Ddu-Du Ddu-Du», і похвалила «ідеальне поєднання реп-хвастощів Дженні та Ліси та потужного вокалу Розе та Джісу». Тейлор Глесбі з британського видання GQ вважає, що пісня втілює в собі суть «зашкалюваного» K-pop; вона підкреслила впевненість реперів у куплетах, а також емоційну складову приспіву, яка дала учасницям простір для демонстрації своїх вокальних здібностей. З іншого боку, Палмер Хааш із Business Insider не була вражена продюсуванням пісні; рецензентка висловила думку, що, попри «драматичний стиль» і «надмірну впевненість», треку бракує «тематичної сутності», властивої таким пісням зі схожою структурою, як «Kill This Love». Крім того, вона зазначила, що «бридж та фінальні такти не виглядають особливо задовільним завершенням».
| Критик/Публікація  | Рік  | Список                                              | Місце        | Прим.  |
| ------------------ | ---- | --------------------------------------------------- | ------------ | ------ |
| British GQ         | 2019 | Найкращі K-pop-пісні десятиліття                    | Не зазначено | [ 27 ] |
| The Forty-Five     | 2023 | 45 найкращих K-pop-пісень усіх часів                | 26           | [ 26 ] |
| Melon              | 2021 | 100 найкращих K-pop-пісень усіх часів               | 13           | [ 29 ] |
| The New York Times | 2018 | 65 найкращих пісень 2018 року                       | 31           | [ 30 ] |
| Paper              | 2018 | 20 найкращих K-pop-пісень 2018 року                 | 13           | [ 24 ] |
| Rolling Stone      | 2018 | 10 найкращих музичних відеокліпів 2018 року         | 8            | [ 31 ] |
| Rolling Stone      | 2023 | 100 найкращих пісень в історії корейської попмузики | 6            | [ 32 ] |

## Нагороди

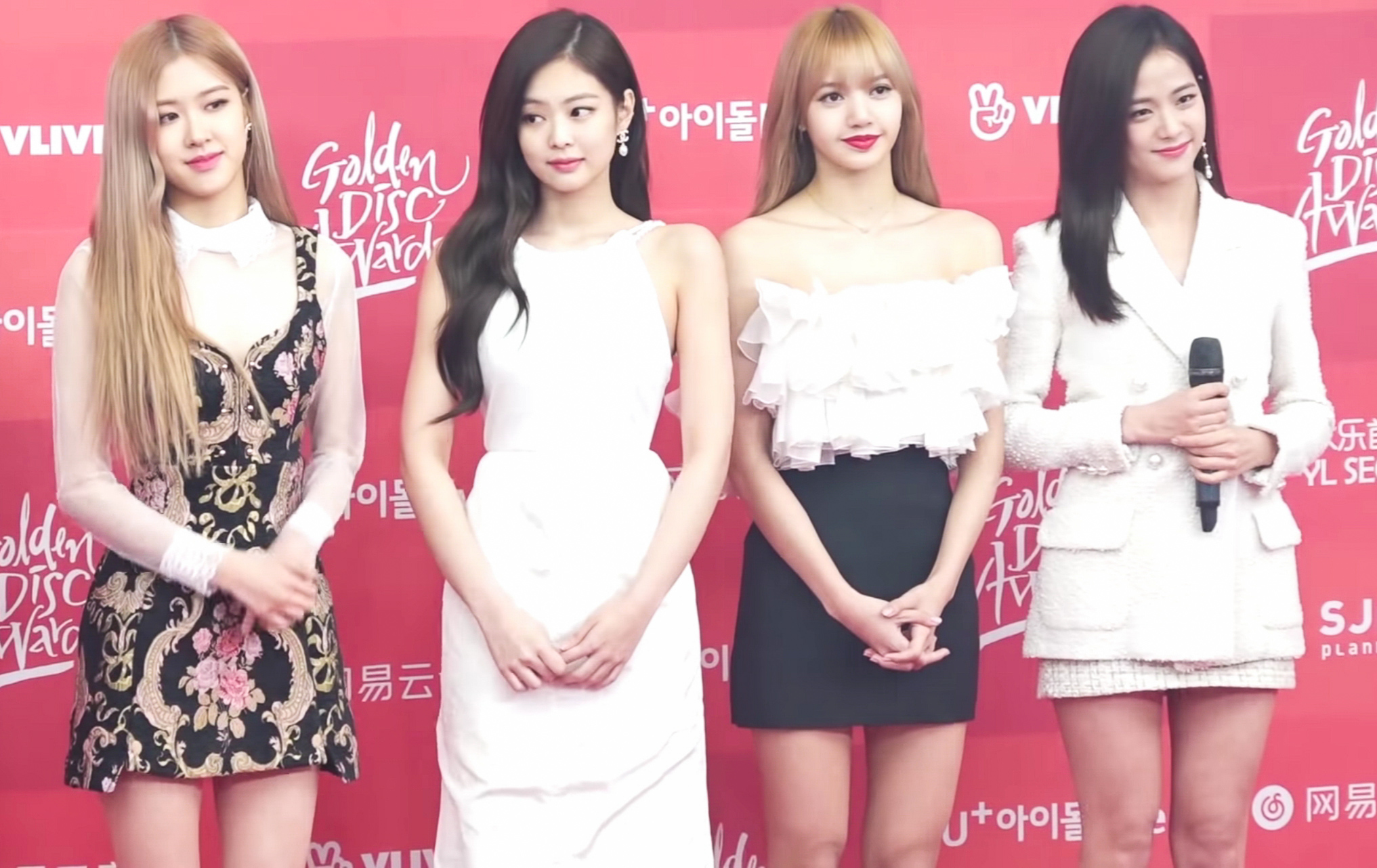
Blackpink на 33-й церемонії нагородження Golden Disc Awards

«Ddu-Du Ddu-Du» здобула одинадцять перемог на південнокорейських музичних програмах, зокрема чотири рази на Show! Music Core та тричі на Inkigayo і M Countdown. Крім того, з 2 до 16 липня 2018 року пісня отримала три щотижневі нагороди Melon Popularity Awards.
| Рік  | Організація                  | Нагорода                                     | Результат | Прим.  |
| ---- | ---------------------------- | -------------------------------------------- | --------- | ------ |
| 2018 | Genie Music Awards           | Найкращий жіночий танцювальний виступ        | Номінація | [ 34 ] |
| 2018 | Genie Music Awards           | Пісня року                                   | Номінація | [ 34 ] |
| 2018 | Korea Popular Music Awards   | Найкращий танець гурту                       | Номінація | [ 35 ] |
| 2018 | Korea Popular Music Awards   | Пісня року                                   | Номінація | [ 35 ] |
| 2018 | Melon Music Awards           | Найкращий танець — жіночий                   | Перемога  | [ 36 ] |
| 2018 | Melon Music Awards           | Пісня року                                   | Номінація | [ 36 ] |
| 2018 | Mnet Asian Music Awards      | Пісня року                                   | Номінація | [ 37 ] |
| 2018 | Mnet Asian Music Awards      | Найкращий танцювальний виступ жіночого гурту | Номінація | [ 37 ] |
| 2018 | Mnet Asian Music Awards      | Найкраще музичне відео                       | Номінація | [ 37 ] |
| 2018 | MTV Video Music Awards Japan | Найкраще танцювальне відео                   | Перемога  | [ 38 ] |
| 2019 | Gaon Chart Music Awards      | Артист року — Цифрова музика (Червень)       | Перемога  | [ 39 ] |
| 2019 | Golden Disc Awards           | Найкраща цифрова пісня (Понсан)              | Перемога  | [ 40 ] |
| 2019 | Golden Disc Awards           | Пісня року (Тесан)                           | Номінація | [ 40 ] |
| 2019 | Teen Choice Awards           | Choice Song: Гурт                            | Перемога  | [ 41 ] |
| 2020 | Bugs Music Awards            | 20-та річниця — Найулюбленіша музика         | Перемога  | [ 42 ] |

| Програма         | Дата           | Прим.  |
| ---------------- | -------------- | ------ |
| Show! Music Core | 23 червня 2018 | [ 43 ] |
| Show! Music Core | 30 червня 2018 | [ 44 ] |
| Show! Music Core | 7 липня 2018   | [ 45 ] |
| Show! Music Core | 14 липня 2018  | [ 46 ] |
| Inkigayo         | 24 червня 2018 | [ 47 ] |
| Inkigayo         | 1 липня 2018   | [ 48 ] |
| Inkigayo         | 8 липня 2018   | [ 49 ] |
| M Countdown      | 28 червня 2018 | [ 50 ] |
| M Countdown      | 5 липня 2018   | [ 51 ] |
| M Countdown      | 12 липня 2018  | [ 52 ] |
| Music Bank       | 29 червня 2018 | [ 53 ] |

## Комерційний успіх
У Південній Кореї протягом тижня від 16 червня «Ddu-Du Ddu-Du» посідала третє місце у Gaon Digital Chart. Наступного тижня пісня вже піднялася на першу позицію та набрала найвищі тижневі бали у хіт-параді. Також «Ddu-Du Ddu-Du» протягом одинадцяти днів лідирувала у всіх південнокорейських чартах. Пісня залишалася на вершині Gaon Digital Chart протягом трьох тижнів, після чого провела ще понад 50 тижнів у першій сотні. «Ddu-Du Ddu-Du» двічі отримала платиновий сертифікат від Корейської асоціації музичного контенту (KMCA): за 100 мільйонів прослуховувань (8 листопада 2018 року) та 2,5 мільйона цифрових завантажень (11 квітня 2019 року). Окрім того, пісня очолила цифрові чарти Малайзії та Сінгапуру. Японська версія синглу дебютувала на шостому місці японського чарту Oricon Daily Singles Chart, а через шість днів піднялася на друге місце із 3725 проданими копіями. У щотижневому випуску хіт-параду пісня посіла сьоме місце з 24 385 проданими копіями. У січні 2024 року Японська асоціація звукозаписувальних компаній (RIAJ) надала платиновий сертифікат «Ddu-Du Ddu-Du» за досягнення піснею відмітки у 100 мільйонів прослуховувань.
У Сполучених Штатах «Ddu-Du Ddu-Du» 30 червня змогла посісти 55 місце у Billboard Hot 100. На той час це стало рекордом для пісень корейського жіночого гурту, що перевершив досягнення Wonder Girls із їхнім синглом «Nobody» 2009 року. Протягом першого тижня у США пісню прослухали 12,4 мільйона разів та купили 7000 цифрових копій синглу. Згідно з Nielsen, у 2018 році «Ddu-Du Ddu-Du» загалом прослухали 113 мільйонів разів. 23 серпня 2019 року пісня отримала золотий сертифікат від Американської асоціації компаній звукозапису (RIAA) за продаж 500 000 копій у США — перше подібне досягнення серед корейських жіночих гуртів і третє серед корейських виконавців загалом (після Psy та BTS). «Ddu-Du Ddu-Du» протягом десяти тижнів залишалася в канадському чарті Canadian Hot 100, де змогла досягти максимум 22 місця. Пісня посіла 32 місце у шотландському Scottish Singles and Albums Charts і 78 місце у британському UK Singles Chart. Таким чином Blackpink став першим в історії жіночим K-pop-гуртом, який потрапив до цих чартів. Станом на вересень 2022 року композиція досягла 45,5 мільйонів прослуховувань у Британії — найвищий результат Blackpink у країні. У червні 2021 року Британська асоціація виробників фонограм (BPI) присудила пісні срібний сертифікат за продаж 200 000 копій у країні.

## Відеокліп

Сцена з музичного відеокліпу, де Дженні читає реп, сидячи на покритому діамантами танку Т-34-85

15 червня у день виходу Square Up музичне відео на пісню «Ddu-Du Ddu-Du» було завантажено на офіційний YouTube-канал гурту. За перші 24 години кліп переглянули понад 36,2 мільйона користувачів; за цим показником «Ddu-Du Ddu-Du» став першим серед корейських музичних відео, а також першим за 2018 рік і другим за весь час серед усіх музичних відео вебсайту — він обійшов «Gentleman» Psy (2013), але поступився «Look What You Made Me Do» Тейлор Свіфт (2017). Протягом 10 днів музичне відео набрало вже 100 мільйонів переглядів, встановивши рекорд серед жіночих K-pop-гуртів. У листопаді 2018 року, через п'ять місяців після випуску, кліп перетнув відмітку в 500 мільйонів переглядів і став на той час п'ятим за кількістю переглядів K-pop-відео всіх часів. Відео танцювальної практики на пісню вийшло 18 червня 2018 року.
Музичне відео до треку здебільшого зосереджується на хореографії, а також демонструє учасниць гурту в різних елітних образах на фоні декорацій у чорних і рожевих тонах. Дженні спочатку постає у вигляді королеви на шахівниці, а потім сидить на вершині вкритого діамантами танка. Ліса розсіює клуб диму, схожий на пару крил, після чого постає з рожевим какаду та катаною. Розе дивиться вгору на іншу версію себе на п'єдесталі, одягнену в мерехтливу сукню, а згодом гойдається на великій люстрі. Джісу у рожевій перуці стоїть перед фрескою зі своїм же зображенням; дівчину оточує натовп чоловіків у балаклавах, які знімають фреску на мобільні телефони. Спочатку Джісу залишається непоміченою, однак, коли вона оступається та падає, натовп звертає на неї увагу та починає фільмувати кожен її рух. Пояснюючи концепцію сцени, Джісу уточнила: «Ідея полягає в тому, як люди можуть збожеволіти від знаменитостей і як вони будуть цілитися в знаменитостей, якщо ті помиляться. Ми хотіли зобразити сцену, яка є цікавою та значущою для нас».
Крістіна Маненте у випуску Seoul Magazine похвалила музичне відео за демонстрацію елементів корейської архітектури, і відзначила повторювану тенденцію в південнокорейських кліпах, де традиційні та сучасні елементи змішуються разом, що, на її думку, додає їм «неповторного шарму». Редакція журналу Rolling Stone назвала «Ddu-Du Ddu-Du» восьмим найкращим музичним кліпом 2018 року, описавши його як найоригінальніше використання танка в музичному відео з часів „Make 'Em Say Uhh!“ Master P» у 1998 році. Blackpink пізніше пояснили, що «жест рукою, що імітує постріл», показаний під час приспіву в музичному відео, спочатку не мав бути включеним у хореографію; Дженні розповіла, що початковий рух передбачав, що учасниці витягували руки долонями вниз і розхитували ними з боку на бік. Вже в день зйомок кліпу танцювальний рух був замінений на жест, що імітує стрілянину.
У жовтні 2018 року «Ddu-Du Ddu-Du» виграв у категорії «Найкраще танцювальне відео» на MTV Video Music Awards Japan. У YouTube Rewind його назвали другим за популярністю музичним відео в Південній Кореї того року, шо поступилося лише «Love Scenario» від IKON, колег Blackpink по лейблу. 21 січня 2019 року «Ddu-Du Ddu-Du» став найпопулярнішим кліпом корейського гурту на YouTube із 620,9 мільйонами переглядів; впродовж 2018 року з моменту випуску відео щодня переглядало в середньому 2,5 мільйони користувача. 11 листопада 2019 року відеокліп на пісню «Ddu-Du Ddu-Du» перетнув відмітку в мільярд переглядів; завдяки цьому Blackpink стали першим K-pop-гуртом, другим жіночим гуртом і четвертим музичним колективом, який досяг цієї віхи. 4 січня 2023 року відео перетнуло межу у два мільярди переглядів — перше подібне досягнення K-pop-гурту в історії.

## Просування та використання в медіа

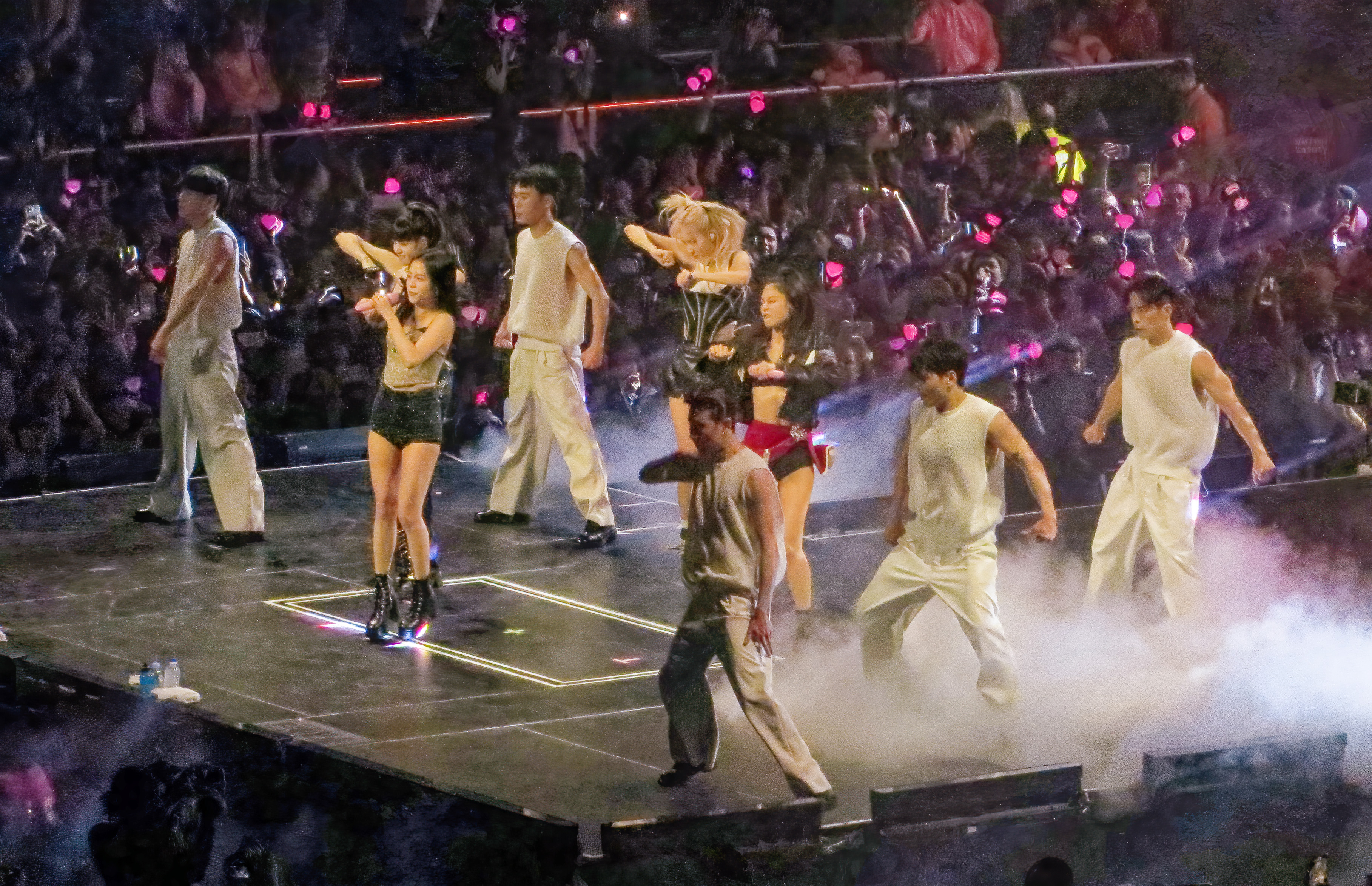
Blackpink виконують пісню у Лондоні під час світового туру Born Pink World Tour, 2022 рік

У рамках просування Square Up Blackpink виконали «Ddu-Du Ddu-Du» та «Forever Young» (іншу пісню з мініальбому) в прямому ефірі на Show! Music Core 16 червня 2018 року. Оглядач з Osen протиставив «освіжаюче та мелодійне» виконання «Forever Young» із сильною хіп-хоп-концепцією «Ddu-Du Ddu-Du». Наступного дня дівчата виконали пісню на Inkigayo. 22 червня гурт мав виконати трек на Lotte Duty Free Family Concert 2018, однак після кількох пісень їх виступ було раптово зупинено з міркувань безпеки. Фанати висловили невдоволення вирішенням ситуації, оскільки багато глядачів заплатили за квитки на концерт, а колектив так і не повернувся. Незабаром організатори заходу попросили вибачення за інцидент.
«Ddu-Du Ddu-Du» використовувалася як початковий номер для перших двох концертних турів гурту, Blackpink Arena Tour 2018 та In Your Area World Tour (2018—2020). 6 жовтня гурт виконав пісню на японському фестивалі TGC Kitakyushu 2018 від Tokyo Girls Collection, а 14 жовтня — на SBS Super Concert у Сувоні. 1 грудня Blackpink виконали пісню наживо на церемонії нагородження Melon Music Awards, де вони перемогли в категорії «Найкращий жіночий танцювальний виступ». 25 грудня Дженні заспівала свій сингл «Solo» на щорічному музичному фестивалі SBS Gayo Daejeon, після чого возз'єдналася з рештою учасниць для виконання «Ddu-Du Ddu-Du» і «Forever Young». 5 січня 2019 року гурт виступив з піснею на 33-й церемонії вручення премії Golden Disc Awards, а 23 січня — на 8-й церемонії Gaon Chart Music Awards.
9 лютого 2019 року гурт вперше виступив із «Ddu-Du Ddu-Du» та «Forever Young» у США на церемонії Grammy Artist Showcase від Universal Music. Через два дні в театрі Еда Саллівана (Нью-Йорк) Blackpink дебютували на американському телебаченні на «Пізньому шоу зі Стівеном Кольбером»; їхній виступ на шоу збігся з 55-річчям американського телевізійного дебюту The Beatles у тому ж театрі. Наступного дня вони виступили з піснею на «Доброго ранку, Америко». У квітні 2019 року під час виступу Blackpink на фестивалі «Коачелла» в Індіо, штат Каліфорнія, «Ddu-Du Ddu-Du» була використана як вступна пісня. 31 січня 2021 року гурт виконав пісню на віртуальному концерті The Show; перетворена на неглибокий басейн сцена була прикрашена віртуальним вогнем і піротехнікою. Медді Маєр з Teen Vogue написала, що виконання пісні було «одним із найбільших видовищ концерту», а Метью Мохан-Хіксон з «Білборд» особливо відзначив складну хореографію, задіяну під час виступу. Окрім того, «Ddu-Du Ddu-Du» включили у сетліст другого світового туру колективу Born Pink World Tour (2022—2023).
У 2018 році «Ddu-Du Ddu-Du» було додано до саундтреку танцювальної ритм-гри Just Dance 2019. Пісня грала в четвертій серії третього сезону телесеріалу Freeform «Жирний шрифт» у квітні 2019 року та в п'ятій серії телесеріалу tvN «Містер Королева» в грудні 2020 року. 2021 року південнокорейський чоловічий гурт Stray Kids виконав «God's Ddu-Du Ddu-Du» — гібрид «Ddu-Du Ddu-Du» на тему Дедпула з власною піснею «God's Menu» — під час конкурсного шоу Kingdom: Legendary War каналу Mnet. У листопаді 2023 року британський королівський оркестр виконав кавер на пісню «Ddu-Du-Ddu-Du» біля воріт Букінгемського палацу на знак визнання учасниць гурту, які отримали почесні Ордени Британської імперії від короля Карла III.

## Вплив та спадщина
За результатами громадського опитування, проведеного дослідницькою компанією Gallup Korea 2018 року, «Ddu-Du Ddu-Du» отримала звання «Пісня року». У січні 2019 року видання The Korea Herald зазначило, що на «Ddu-Du Ddu-Du» було виконано найбільше кавер-версій серед усіх K-pop-пісень 2018 року, а «жест рукою, що імітує постріл» заохотив шанувальників K-pop у всьому світі до створення кавер-відео. У грудні 2019 року British GQ назвав її найкращою K-pop-піснею 2018 року та одним із найкращих творів цього жанру 2010-х років. Люсі Форд з того ж видання визнала роль Blackpink і «Ddu-Du Ddu-Du» у зміцненні концепції «ґерл-краш» у K-pop, початок якої свого часу поклали 2NE1. Музичний критик Кім Йонде в журналі Sisa Journal зауважив, що «витончений і гострий образ Blackpink» в пісні та «хореографія з пальцевим пістолетом» згодом стали одними із найсимволічніших образів жіночих гуртів у світі.
У 2021 році група з 35 музичних експертів під керівництвом Melon та газети Seoul Shinmun поставила «Ddu-Du Ddu-Du» на 13 місце у списку 100 найкращих K-pop-пісень усіх часів. Директор радіостанції KBS Radio Кан Сойон прокоментувала, що пісня стала глобальним сигналом, який призвів до перетворення Blackpink на світовий жіночий гурт. Вона підкреслила рекордні досягнення Blackpink і відзначила, що «Ddu-Du Ddu-Du» встановила музичну ідентичність колективу, яка характеризується EDM-треп-бітами та сильними хуками. 2023 року журнал Rolling Stone поставив сингл на шосте місце у списку 100 найкращих пісень в історії корейської попмузики та визнав пісню «іконною», а також відзначив автора Тедді Пака, який «вдосконалив та популяризував шаблон EDM-trap» у K-pop, і роль гурту в піднесенні звуку до «глобальних висот».

## Список композицій
| CD-видання учасниць — Японська версія | CD-видання учасниць — Японська версія | CD-видання учасниць — Японська версія | CD-видання учасниць — Японська версія | CD-видання учасниць — Японська версія | CD-видання учасниць — Японська версія |
| #                                     | Назва                                 | Автор слів                            | Автор музики                          | Аранжувальник                         | Тривалість                            |
| ------------------------------------- | ------------------------------------- | ------------------------------------- | ------------------------------------- | ------------------------------------- | ------------------------------------- |
| 1.                                    | «Ddu-Du Ddu-Du»                       | Тедді Пак Sunny Boy Bekuh Boom        | Тедді 24 R. Tee Bekuh Boom            | Тедді 24 R. Tee                       | 3:29                                  |
| 3:29                                  |                                       |                                       |                                       |                                       |                                       |

| CD-сингл / CD+DVD — Японська версія | CD-сингл / CD+DVD — Японська версія          | CD-сингл / CD+DVD — Японська версія | CD-сингл / CD+DVD — Японська версія | CD-сингл / CD+DVD — Японська версія | CD-сингл / CD+DVD — Японська версія |
| #                                   | Назва                                        | Автор слів                          | Автор музики                        | Аранжувальник                       | Тривалість                          |
| ----------------------------------- | -------------------------------------------- | ----------------------------------- | ----------------------------------- | ----------------------------------- | ----------------------------------- |
| 1.                                  | «Ddu-Du Ddu-Du»                              | Тедді Sunny Boy Bekuh Boom          | Тедді 24 R. Tee Bekuh Boom          | Тедді 24 R. Tee                     | 3:29                                |
| 2.                                  | «Ddu-Du Ddu-Du» (뚜두뚜두; Корейська версія) | Тедді                               | Тедді 24 R. Tee Bekuh Boom          | Тедді 24 R. Tee                     | 3:31                                |
| 3.                                  | «Forever Young» (Корейська версія)           | Тедді                               | Тедді Future Bounce                 | Тедді Future Bounce R. Tee          | 3:57                                |
| 4.                                  | «Really» (Корейська версія)                  | Тедді Денні Чон                     | Тедді Choice37                      | Choice37                            | 3:17                                |
| 5.                                  | «See U Later» (Корейська версія)             | Тедді                               | Тедді R. Tee 24                     | R. Tee 24                           | 3:18                                |
| 14:03                               |                                              |                                     |                                     |                                     |                                     |

| Обмежене DVD-видання — Японська версія | Обмежене DVD-видання — Японська версія        | Обмежене DVD-видання — Японська версія |
| #                                      | Назва                                         | Тривалість                             |
| -------------------------------------- | --------------------------------------------- | -------------------------------------- |
| 1.                                     | «Ddu-Du Ddu-Du» (музичне відео)               | 3:36                                   |
| 2.                                     | «Ddu-Du Ddu-Du» (за кадром)                   | 3:42                                   |
| 3.                                     | «Ddu-Du Ddu-Du» (відео танцювальної практики) | 3:34                                   |

## Чарти
| Чарт (2018—2022)                         | Пікова позиція |
| ---------------------------------------- | -------------- |
| Канада Canadian Hot 100                  | 22             |
| Франція Download (SNEP)                  | 95             |
| США Billboard Global 200                 | 158            |
| Японія Oricon                            | 7              |
| Японія Japan Hot 100                     | 7              |
| Малайзія (RIM)                           | 1              |
| Нова Зеландія Heatseekers (RMNZ)         | 2              |
| Росія (TopHit)                           | 43             |
| Шотландія (OCC)                          | 32             |
| Сінгапур (RIAS)                          | 1              |
| Південна Корея (Gaon)                    | 1              |
| Південна Корея (K-pop Hot 100)           | 1              |
| Велика Британія (UK Singles)             | 78             |
| США (Billboard Hot 100)                  | 55             |
| США World Digital Song Sales (Billboard) | 1              |
| В'єтнам (Vietnam Hot 100)                | 41             |

| Чарт (2019)                    | Пікова позиція |
| ------------------------------ | -------------- |
| Південна Корея Download (Gaon) | 100            |

| Чарт (2018)           | Пікова позиція |
| --------------------- | -------------- |
| Південна Корея (Gaon) | 1              |

| Чарт (2018)                         | Позиція |
| ----------------------------------- | ------- |
| Японія (Japan Hot 100)              | 57      |
| Південна Корея (Gaon)               | 5       |
| США World Digital Songs (Billboard) | 9       |

| Чарт (2019)                         | Позиція |
| ----------------------------------- | ------- |
| Південна Корея (Gaon)               | 92      |
| США World Digital Songs (Billboard) | 9       |

## Сертифікації та продажі
| Регіон | Сертифікація  | Продажі     |
| --- | ------------- | ----------- |
| Австралія (ARIA) | Платиновий    | 70 000      |
| Бразилія (ABPD) | Діамантовий   | 160 000     |
| Франція (SNEP) | Золотий       | 100 000     |
| Японія Physical album | —             | 29,388      |
| Польща (ZPAV) | Золотий       | 25 000      |
| Південна Корея (KMCA) | Платиновий    | 2 500 000*  |
| Велика Британія (BPI) | Срібний       | 200 000     |
| США (RIAA) | Золотий       | 500 000     |
| Стримінг |               |             |
| Японія (RIAJ) | Платиновий    | 100 000 000 |
| Південна Корея (KMCA) | 2× Платиновий | 200 000 000 |
| *продажі, що базуються лише на сертифікаціях · продажі+прослуховування, що базуються лише на сертифікаціях · лише прослуховування, що базуються лише на сертифікаціях |               |             |

## Історія виходу
| Регіон | Дата           | Версія    | Формат(и)                                 | Лейбл(и) | Каталог    | Прим.          |
| ------ | -------------- | --------- | ----------------------------------------- | -------- | ---------- | -------------- |
| Різні  | 15 червня 2018 | Корейська | Цифрове завантаження потокове мультимедіа | YG       | Різні      | [ 4 ]          |
| Різні  | 23 липня 2018  | Японська  | Цифрове завантаження потокове мультимедіа | YGEX     | Різні      | [ 21 ] [ 143 ] |
| Японія | 22 серпня 2018 | Японська  | CD-сингл                                  | YGEX     | AVCY-58711 | [ 144 ]        |
| Японія | 22 серпня 2018 | Японська  | CD + DVD                                  | YGEX     | AVCY-58710 | [ 145 ]        |

## Нотатки
1. ↑  OG, скорочення від «справжній гангстер» (англ. original gangster) — сленговий термін у англійській мові для позначення того, хто неймовірно винятковий, автентичний або належить до «старої школи». Спочатку термін «OG» використовувався в бандитській субкультурі, але зараз поширений як загальний термін для вихваляння когось, хто є експертом у чомусь[20].